# Descarpentriesia seyrigi
Descarpentriesia seyrigi är en skalbaggsart som beskrevs av Ruter 1964. Descarpentriesia seyrigi ingår i släktet Descarpentriesia och familjen Cetoniidae. Inga underarter finns listade i Catalogue of Life.